# Iron Man
 For alternative betydninger, se Iron Man (flertydig). (Se også artikler, som begynder med Iron Man)
Iron Man (Anthony Edward "Tony" Stark) er en fiktiv Marvel-tegneseriefigur. Han blev skabt af Stan Lee, Larry Lieber, Don Heck og Jack Kirby. Iron Man er medlem af frihedsgruppen Avengers.
Iron Man debuterede i nummeret Tales to Astonish #39 (marts 1963), og figurerede der flittigt i sammenlagt 61 numre, inden den blev nedlagt efter nr 99, og udskiftet med The Invincible Iron Man 1968.

## Historie
Iron Man blev skabt af playboyen Tony Stark med det galoperende storhedsvanvid. Tony tænkte kun på sig selv og på kvinder, men trods sin overfladiske charme var Stark en knalddygtig forretningsmand og en teknisk begavelse, så han var blevet milliardær på at bygge de nyeste og mest avancerede våben til det amerikanske forsvar.
Under en demonstration bliver han bortført af soldater under Vietnamkrigen og tvunget til at bygge en prototype på sit seneste dødbringende missil.
Det tiltaler ikke Stark at skal arbejde for fjenden for at redde livet, så mens han lader som om, at han arbejder på missilet, skaber han i al hemmelighed en 3 meter høj mekanisk panserdragt, en slags krigsrobot, der vil gøre ham usårlig, vil kunne rydde enhver modstander af vejen og give ham kræfter nok til at slippe væk.
Mere død end levende redder Stark sig hjem til USA, hvor han på overfladen genoptager sin livsstil, men de voldsomme begivenheder i Vietnamkrigen har gjort noget ved ham, så han beslutter sig for at blive en forkæmper for retfærdigheden. Tony Stark genskaber sin jerndragt, der giver ham superkræfter, tillader ham at flyve hurtigere end jagerfly og er udstyret med alle slags våben.
I Marvel Cinematic Universe er han et aktivt medlem af The Avengers.

## Info
Iron Man blev til at starte med kaldt Jernmanden i Danmark. Han har optrådt i tv-serier, såvel som i filmen Iron Man fra 2008, med Robert Downey Jr. i hovedrollen som Tony Stark.
Hvert år laver finansmagasinet Forbes en top 15 over de rigeste figurer fra fiktionens verden, og i 2008 havnede Tony Stark som nr. 10, overgået af blandt andre Joakim von And og Bruce Wayne. Magasinet BusinessWeek udnævnte i 2006 Tony Stark til at være blandt de top 10 mest intelligente figurer i amerikanske tegneserier.